# 東京聖栄大学
東京聖栄大学（とうきょうせいえいだいがく、英語: Tokyo Seiei College）は、東京都葛飾区西新小岩1-4-6に本部を置く日本の私立大学。1947年創立、2005年大学設置。
学校法人東京聖栄大学（2007年6月、学校法人オリムピア学園より改称）が運営する。

## 概要
栄養士の養成教育で長い伝統のあった聖徳栄養短期大学を母体とし、平成17年に開学した東京聖栄大学には、健康栄養学部に管理栄養学科と食品学科を置く。社会からのニーズに応えながら「食と健康」に関する研究を行い最新の情報をもとに、栄養、 食品に関する専門知識と実践を踏まえた技術・技能を身につけ、社会で活躍できる「食の専門家」の育成を目標としている。
- 所在地 - 〒124-8530 東京都葛飾区西新小岩1丁目4の6
- 交通 - JR 総武線新小岩駅下車、徒歩1分
- 学生定員 - 男女640

キャンパスは新小岩駅近くに位置する。実験・実習施設は充実しており、給食経営管理実習室や製菓・製パン実習室などがある。放送大学学園と単位互換協定を結んでおり、放送大学で取得した単位を卒業に要する単位として認定することができる。

## 建学の精神
自立できる知識と技術を育み、強い向上心と真摯な行動力をそなえた人材の育成
「食と栄養」の教育機関として、昭和29年4月に栄養士養成施設として厚生大臣から指定を受けて設立された聖徳高等栄養学校に起源を持つ。 聖徳高等栄養学校は、昭和32年に聖徳栄養専門学校と校名を変更、更に職業教育に加えて豊かな人間性を育む教養教育にも力を入れるため、 同校を母体として昭和38年には聖徳栄養短期大学に発展した。聖徳栄養短期大学は、創立以来多くの卒業生を送り出し、栄養士養成校として広く社会的に認知され評価されてきた。 更に、昭和61年に卒業生の職域を拡大する目的で、食物栄養学科を、栄養士養成を目的とした食物栄養専攻と、食品産業の中堅技術者の養成を目的とした食品科学専攻に専攻分離を行った。この両専攻を母体として、高い技術と専門性を目指す教育機関として平成17年4月に開学した。

## 校訓
校訓「熱意」「誠意」「創意」は、建学の精神の礎であり、学生の学校生活の指針、教育姿勢を反映した標語である。さらに3つの方針
- 「ディプロマポリシー（卒業の認定に関する方針）」
- 「カリキュラムポリシー（教育課程の編成及び実施に関する方針）」
- 「アドミッションポリシー（入学者の受入れに関する方針）」

の基本指針とも言える。
- 【熱意】とは、知識と技術（technique）、技能（skill）を実践するための「積極性」と、様々な困難を乗り越えるための「諦めない」態度。
- 【誠意】とは、人に対して真心で接し、知識と技術、技能の習得に対して「正面から向き合い、真摯に努力する」態度。
- 【創意】とは、知識と技術、技能を身につけた上で、「付加価値を創造し、新しいことにチャレンジする」態度。

## 沿革
- 1947年（昭和22年）4月 - オリムピア洋裁学院開校
- 1948年（昭和23年）
  - 4月 - オリムピア洋裁学院として認可
  - 10月 - 財団法人オリムピア学園設立認可
- 1954年（昭和29年）
  - 4月 - 聖徳高等栄養学校開校(栄養士養成施設指定)
- 1957年（昭和32年）8月 - 聖徳栄養専門学校と校名変更
- 1960年（昭和35年）2月 - 聖徳栄養専門学校に調理師科を設置。調理師養成施設として指定
- 1963年（昭和38年）4月 - 聖徳栄養短期大学食物科第1部開学
- 1964年（昭和39年）4月 - 聖徳栄養短期大学に食物科第2部を設置。食物科第1部を食物栄養科に改称。聖徳栄養専門学校を聖徳調理師学校と校名変更
- 1966年（昭和41年）4月 - 聖徳服装専門学校を聖徳服装学院と校名変更
- 1972年（昭和47年）8月 - 3号館竣工
- 1976年（昭和51年）3月 - 船橋市に第1運動場・船橋校舎整備
- 1980年（昭和55年）2月 - 1号館第1期校舎改築
- 1982年（昭和57年）3月 - 1号館第2期校舎改築
- 1985年（昭和60年）1月 - 図書館棟完成
- 1986年（昭和61年）4月 - 食物栄養学科第1部に専攻課程(食物栄養専攻・食品科学専攻)設置
- 1987年（昭和62年）8月 - 4号館竣工
- 1987年（昭和62年）10月 - 学園創立40周年記念式典挙行.創立者渡邉正助先生胸像建立
- 1989年（平成元年）4月 - 給食管理・実習棟竣工
- 1996年（平成8年）4月 - 専攻科食物栄養専攻開設(学位授与機構認定)
- 1997年（平成9年）
  - 9月 - 5号館竣工
  - 10月 - 学園創立50周年記念式典挙行 わたなべ記念館(体育館・講堂)完成
- 2002年（平成14年）3月 - 1号館「多目的ホール」完成
- 2003年（平成15年）3月 - 1号館「校舎」リニューアル終了
- 2004年（平成16年）11月 - 東京聖栄大学設置認可
- 2005年（平成17年）4月 - 東京聖栄大学開学
- 2006年（平成18年）
  - 3月 - 6号館「機器分析実験棟」完成／「厚生施設棟」整備
  - 9月 - 学園創立60周年を迎える
- 2007年（平成19年）
  - 4月 - 聖徳栄養短期大学廃止
  - 5月 - 学園創立60周年記念式典挙行
  - 6月 - 6月1日より学校法人 オリムピア学園を学校法人 東京聖栄大学と改称
- 2009年（平成21年）4月 - 食品学科にフードサイエンスコース、フードビジネスコースを設置
- 2013年（平成25年）9月 - 7号館竣工
- 2014年（平成26年）
  - 9月 - 管理栄養学科教職課程設置（栄養教諭一種免許状）
  - 7月 - 4号館「校舎」リニューアル終了
- 2015年（平成27年）6月 - 大学開学10周年記念式典挙行
- 2017年（平成29年）
  - 3月 - 1号館講堂改修工事完了
  - 5月 - 学園創立70周年記念式典挙行

## 学部・学科
健康栄養学部（学年定員 160名）
- 管理栄養学科（学年定員 80名） - 病院や給食施設はもとより、保健・医療・福祉の分野で幅広く活躍できる質の高い人材を育成する。講義と実験・実習の融合を図り、実学的な教育体制を整備。質の高い総合的な給食マネジメントや、疾病治療に合わせた栄養指導を行う臨床栄養学、様々なライフステージや健康状態を把握し、最適な栄養管理のできる専門的な知識と技術を備えた管理栄養士をめざす。心理学の科目があり、栄養指導のためのカウンセリングが学べる。栄養教諭課程を設置しており、希望者は、管理栄養士のほか、栄養教諭1種免許状も取得可能。

- 食品学科（学年定員 80名） - フードサイエンスコースと、フードビジネスコースの2コースが設けられ、2年次進級時に選択する。フードサイエンスコースでは、食の安全を柱に食品の研究・開発、成分分析技術、加工や貯蔵、品質管理に至るまで、豊富な実験・実習で食品の科学を通して食に関するモノづくりの技術が学べる。フードビジネスコースでは、企業経営やマーケティング、フードビジネス現場におけるコミュニケーション能力と食品の流通や情報収集能力といったフードサービスビジネス全般に関わる専門知識・技術が学べる。 両コースとも実験・実習を豊富に取り入れた実践的なカリキュラムとなっており、バイオテクノロジー実験から、食品開発実習、創作メニュー実習まで幅広い実験・実習科目が開講されている。特に調理関係では調理の専門家による手厚い実習科目の設定で本格的な調理を学ぶことができる。両コースとも、食品衛生管理者・食品衛生監視員資格、食品微生物検査技士、フードスペシャリスト、フードサイエンティスト、フードコーディネーター、官能評価士、和食アドバイザー等の資格取得へのサポートも充実している。

## 学生生活
- 部活動・クラブ活動・サークル活動 - https://www.tsc-05.ac.jp/gakuyukai/ を参照
- 学園祭 - https://www.tsc-05.ac.jp/gakuyukai/ を参照

## 大学関係者と組織
- 理事長・学長：田所 忠弘
- 教員組織・研究業績 を参照
- 大学関係者組織
  - 東京聖栄大学の同窓会は「聖栄会」と称する
  - 東京聖栄大学には保護者組織があり「東京聖栄大学後援会」と称する

## 施設
- 新小岩キャンパス
  - 1号館
  - 図書館棟
  - 給食管理実習棟
  - 4号館
  - 5号館
  - 6号館
  - 7号館
- 寮（指定学生寮あり）
- 運動場（船橋グラウンド）
- 体育館兼講堂（わたなべ記念館）

## 対外関係
- 地方自治体との協定 - 東京都葛飾区と学校法人東京聖栄大学「連携・協力に関する協定」を締結

## 附属学校
- 東京聖栄大学附属調理師専門学校
- 東京聖栄大学附属幼稚園